# Philippe Burlamacchi
Philip Burlamachi (1575–1644) foi um influente intermediário financeiro do Rei Carlos I da Inglaterra e é frequentemente reconhecido como o pioneiro do conceito de banco central.
Burlamachi nasceu em Sedan, França, na Familia Burlamacchi de origem italiana, descendente do exilado do filho do lucchese Francesco Burlamacchi, Micheli Burlamacchi. Sabe-se que ele viveu na Inglaterra por pelo menos 30 anos, estando no país desde, no mínimo, 1605, onde foi naturalizado por meio de um Ato do Parlamento.
Ele trabalhou extensivamente com seu cunhado, Philip Calandrini, que atuava como seu representante financeiro em Amsterdã. Por exemplo, em 1626, Philip se ofereceu para ser fiador de £58.400 para Carlos I. Em 1621, Burlamachi agiu em nome dos comerciantes da Cidade de Londres, coletando dinheiro de comerciantes estrangeiros e transferindo-o para o Conselho Privado. Como foi registrado: 'Considerando que você se comprometeu a coletar o dinheiro que foi considerado razoável e adequado para os comerciantes estrangeiros que residem na cidade de Londres e nos portos avançados, para contribuir para a expedição contra os piratas.' A quantia de £30.000 foi-lhe confiada pelo Conselho Privado, por meio de letras de câmbio, para o serviço de um exército para os Estados das Províncias Unidas ou para 'direcionar o emprego deles conforme julgasse necessário
Uma coisa que é clara e indiscutível é a importância de Philip Burlamachi no campo das finanças e sua proposta inovadora (a primeira do tipo), embora ele próprio tenha reconhecido que 'a proposta já havia sido feita anteriormente'. A ideia de Burlamachi era a criação de um banco de compensação nacional: a primeira proposta conhecida para um banco central, onde o termo 'banco' seria usado pela primeira vez para se referir a 'um banco para o pagamento de todas as grandes somas negociadas'. A proposta foi discutida originalmente em 1636, e, 58 anos depois, em 1694, o Banco da Inglaterra foi fundado pela primeira vez.
Burlamachi também é reconhecido por financiar a Companhia das Índias Orientais e por ter atuado como Chefe dos Correios Estrangeiros de 1637 a 1642.
Durante a Guerra Anglo-Francesa (1627-1629), Burlamachi emprestou a quantia de £70.000 a Carlos I, embora a incapacidade do rei em reembolsá-lo tenha levado Burlamachi à falência em 1633. 